# Never Trust a Pretty Face
Never Trust a Pretty Face ist das dritte Studioalbum von Amanda Lear. Es wurde 1979 von Ariola Records veröffentlicht.

## Geschichte
Das Album wurde von September bis Dezember 1978 in München aufgenommen. Abgesehen von der Coverversion von Lili Marleen wurde die Musik von Anthony Monn komponiert und alle Songtexte von Amanda Lear geschrieben. Das Album beinhaltete zwei Hits, The Sphinx und Fashion Pack. 

## Titelliste
Seite A
1. Fashion Pack (Anthony Monn, Amanda Lear) – 5:05
2. Forget It (Anthony Monn, Amanda Lear) – 4:10
3. Lili Marleen (Norbert Schultze, Hans Leip, Tommie Connor) – 4:40
4. Never Trust a Pretty Face (Anthony Monn, Amanda Lear) – 4:45

Seite B
1. The Sphinx (Anthony Monn, Amanda Lear) – 4:20
2. Black Holes (Anthony Monn, Amanda Lear) – 5:00
3. Intellectually (Charly Ricanek, Amanda Lear) – 4:15
4. Miroir (Amanda Lear) – 2:00
5. Dreamer (South Pacific) (Rainer Pietsch, Amanda Lear) – 5:10

## Charts und Chartplatzierungen
| ChartsChartplatzierungen | Höchstplatzierung | Wochen |
| ------------------------ | ----------------- | ------ |
| Deutschland (GfK)        | 24 (14 Wo.)       | 14     |